# ونترل، درم
ونترل، درم (به فرانسوی: Venterol, Drôme) یک کمون در فرانسه است که در Canton of Nyons واقع شده‌است.

## خصوصیات
ونترل ۳۱٫۶۹ کیلومترمربع مساحت و ۶۲۷ نفر جمعیت دارد.